# František Adolf Borovský
František Adolf Borovský (19. srpna 1852 Netolice – 1. května 1933 Praha) byl český historik umění, muzejní pracovník, znalec díla Václava Hollara.

## Život

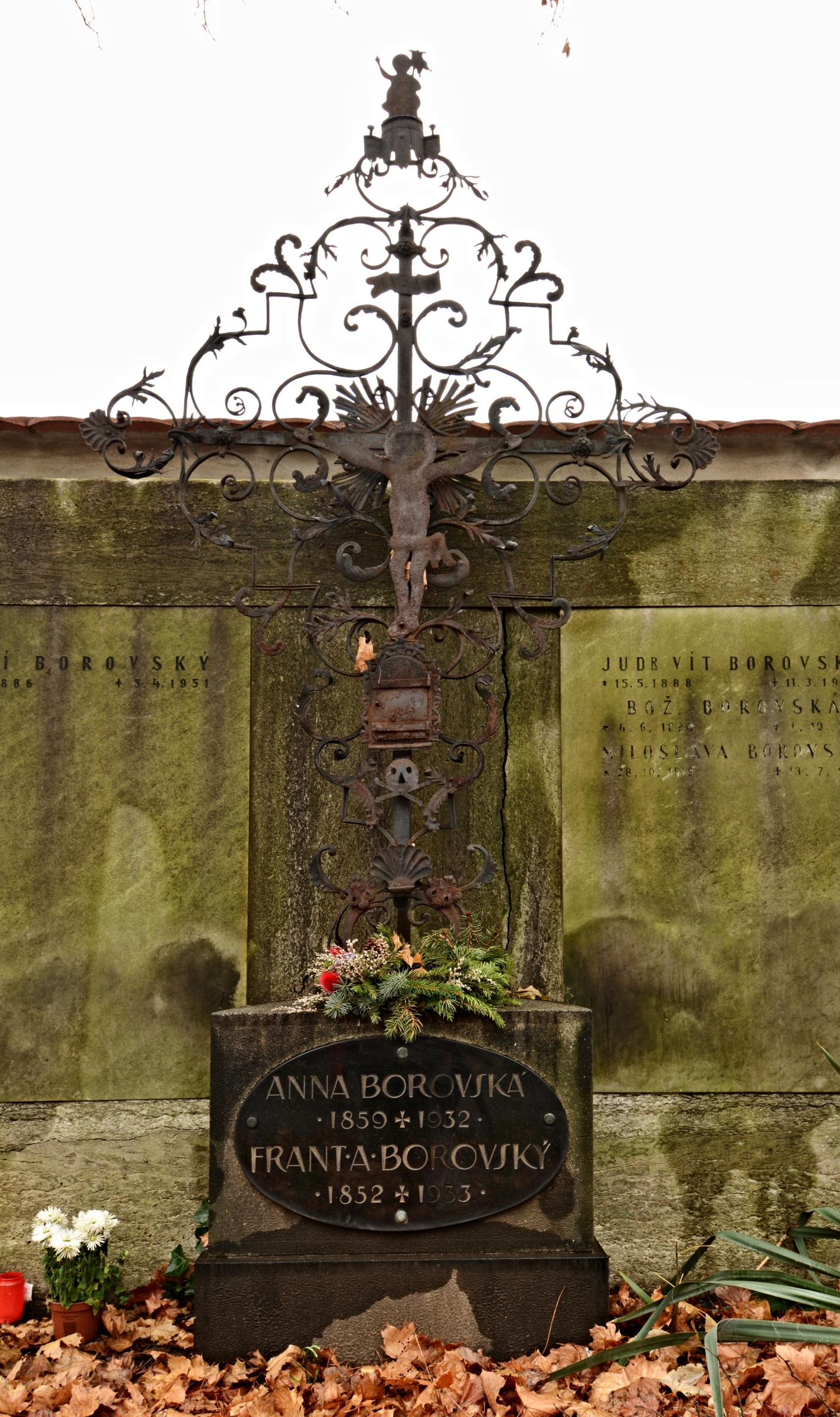
Náhrobek Františka Adolfa Borovského na bubenečském hřbitově.

Narodil se v Netolicích jako nejstarší dítě Jakuba Borovského. Po základní škole v Netolicích navštěvoval gymnázium v Českých Budějovicích. Po maturitě studoval historii na filosofické fakultě Karlo-Ferdinandově univerzitě v Praze.
V letech 1875-1877 pracoval jako suplent na gymnáziu ve Valašském Meziříčí a na c. k. učitelském ústavu v Praze. Následně studoval dva roky na New College Edinburské univerzity a absolvoval kurz pro misionáře (pravděpodobně ve Free Church of Scotland). Zde navázal kontakty s britskou kulturní scénou. Po návratu do Prahy vyučoval angličtinu na Českoslovanské obchodní akademii v Praze.
Pro nakladatelství Františka Řivnáče od roku 1880 vedl edici Řivnáčových průvodců a některé sám napsal (Šumava, Praha a okolí).
Dále byl redaktorem výpravné edice "Čechy", které vydával pod vedením Františka Adolfa Šuberta nakladatel Jan Otto. Borovský se podílel na dílech: II. Vltava, III. Praha (1881-1897) a VII. Středohoří.
Od počátku 80. let 19. století pracoval pro Průmyslové muzeum Vojty Náprstka (členem Kuratoria 1918-1925) a vyučoval na Pokračovací škole pro zlatníky a příbuzná řemesla. V letech 1883-1887 spravoval obrazárnu Společnosti vlasteneckých přátel umění v Čechách v Rudolfinu. Zde se zvláště věnoval správě a rozšiřování sbírky děl Václava Hollara (tzv. Hollareum). Správcem Hollarea byl v letech 1892-1898 a 1904-1920. Od roku 1894 byl členem archeologické komise ČAVU a od roku 1895 se podílel na Soupisu památek pravěkých, historických a uměleckých Království českého. Byl jmenován císařským radou (1908).
V roce 1887 byl přijat do Uměleckoprůmyslového musea v Praze a jeho tehdejším ředitelem Karlem Chytilem byl pověřen založením a vedením knihovny musea. Zabýval se zde mj. knižními vazbami. Podílel se na přípravách Všeobecné zemské jubilejní výstavy v Praze roku 1891, Národopisné výstavy českoslovanské v roce 1895 a Všeobecné zemské výstavy pražské obchodní a živnostenské komory (1908). V letech 1908-1910 byl zástupcem ředitele, v letech 1911-1914 ředitelem Uměleckoprůmyslového musea.
Pro střet zájmů (obchodování s Karlštejnským pokladem) byl předčasně penzionován. Proto také svou rozsáhlou sbírku gem a odlitků nedaroval UPM, nýbrž Karlově univerzitě, na jejíž Katedře věd o antickém starověku je dodnes uložena. Jako mecenáš podporoval nadané mladé umělce a chudé studenty.
Od roku 1922 byl členem Společnosti sběratelů a přátel umění. Své sbírky před koncem života částečně daroval Moderní galerii a z větší části rozprodal nebo odkázal do sbírek UPM, NG, NTM a Jindřichu Waldesovi.

## Rodina
16. července 1891 se v kostele sv. Gottharda v Bubenči oženil s Annou Palmeovou (*1859), zprvu bydleli v Ovenecké ulici čp. 104 v Bubenči, později na Starém Městě. Vychovali dva syny Jiřího (*1886), který se stal bankovním úředníkem, a Víta (*1888).

## Pozůstalost
Část jeho knihovny je dnes součástí Knihovny Národního muzea. Jeho pozůstalost je uložena v Národním technickém muzeu v Praze.

## Spisy
- 1883 Řivnáčův Průvodce po Šumavě : zevrubný popis celé Šumavy, jejích svahů, blízkých důležitých měst a krajin a pohoří Novohradského, sepsal František Adolf Borovský ; prohlédnul a doplnil Jan Krejčí, V Praze : Nákladem knihkupectví F. Řivnáče, 205 s., vyšlo i německy.
- 1885 Řivnáčův Průvodce po Praze a okolí : s plánem Prahy, mapkou okolí a plánem Rudolfina, pak s dodatkem Abecední seznam ulic, veřejných budov, sbírek apod., sazba tramwaye, fiakrů a drožek, V Praze : Nákladem Fr. Řivnáče, 145+21 s., vyšlo i německy.

V rámci edice Soupis památek historických a uměleckých v království Českém provedl soupisy okresů:
- 1899 Klatovy (spolu s Karlem Hostašem a Ferdinandem Vaňkem; Borovský zpracoval Plánický okres) - přístupné online Archivováno 29. 11. 2014 na Wayback Machine.
- Václav Hollar a české Hollareum, Dílo 5, 1907-1908, s. 98-146, též jako separát, Praha 1907
- Královská česká zemská sbírka prací Václava Hollara (1607-1677) Hollareum. Stručný průvodce výstavou, Praha 1914